# Pieterswijk
De Pieterswijk is een buurt in de zuidelijke binnenstad van de  Nederlandse stad Leiden. 
De naam van de buurt, ook wel Pieterskwartier genoemd, verwijst naar de Pieterskerk, een centraal punt in dit deel van de binnenstad.
De buurt wordt aan alle kanten omgeven door water (al dan niet overkluisd): de Oude en de Nieuwe Rijn in het noorden en oosten; de halve ring Kort Rapenburg-Rapenburg-Steenschuur-Gangetje in het westen en zuiden.
De belangrijkste straat in de Pieterswijk is de Breestraat, een van de twee hoofdwinkelstraten van Leiden (naast de Haarlemmerstraat).

## Bezienswaardigheden
Belangrijke bezienswaardigheden en monumenten in de Pieterswijk zijn:
- Gravensteen
- Pieterskerk,
- Latijnse school aan de Lokhorststraat
- Rapenburg
- Stadhuis
- Waag
- Jean Michelhof aan de Pieterskerkstraat
- Lokhorstkerk

De buurt staat verder vooral bekend om de smalle stegen en straatjes die vanaf de Breestraat richting het Gerecht en de Pieterskerk lopen met winkeltjes, restaurants en cafeetjes.